# Dentilla
Dentilla Lelej, 1980 — род ос-немок из подсемейства Mutillinae.

## Распространение
Палеарктика (15 видов), Ориентальная область (2 вида), в Европе 3 вида. Для СССР указывалось около 5 видов.

## Описание
Мелкие пушистые осы (7—14). Глаза увеличенные, с б.м. параллельными внутренними краями. Переднеспинка с выступающими боками, шире промежуточного сегмента. Пигидальное поле широкотреугольное. У самцов 13-члениковые усики, у самок — 12-члениковые. Тело в густых волосках. Самка осы пробирается в чужое гнездо и откладывает яйца на личинок хозяина, которыми кормятся их собственные личинки.

## Систематика
Первоначально был выделен гименоптерологом А. С. Лелеем в качестве подрода в составе рода Smicromyrme (Лелей, 1985). Часть видов также ранее относилась к роду Ephutomma (=Eremomyrma). Позднее таксону Dentilla Lelej, 1980 был придан статус отдельного рода.

### Виды Европы
- Dentilla cretica (Nonveiller, 1972)
- Dentilla curtiventris (André, 1901)
- Dentilla erronea (André, 1902)
- Другие виды